# 경주 서악동 고분군
경주 서악동 고분군(慶州 西岳洞 古墳群)은 대한민국 경상북도 경주시 서악동에 있는 통일신라의 고분군이다. 1964년 8월 29일 대한민국의 사적 제142호로 지정되었다.

## 개요
경주 서악동 무열왕릉 바로 뒷편의 구릉에 분포하는 4개의 대형 고분을 가리킨다.
이곳의 고분들은 경주분지의 대형 고분과 비슷한 형태로 둥글게 흙을 쌓아올린 원형 봉토고분이다. 아직 발굴조사가 이루어지지 않아 내부구조 시설은 확실히 알 수는 없다. 
신라고분의 묘제는 마립간기에는 적석목곽묘, 중고기에는 석실묘로 변화하며, 적석목곽묘의 능원은 시내 대릉원일원이고, 중고기의 능원은 서악동 일원으로 보는 것이 통설이다. 그럼에도 불구하고 서악동고분은 거대한 봉분의 규모로 인해 내부구조가 적석목곽인지 석실인지에 대한 논쟁은 계속되고 있다.
2022년 태풍 힌남노의 피해로 서악동 4호분의 봉분 일부가 무너져 내렸다. 봉분 복구를 위해 긴급 보수정비 공사를 실시하던 중 봉분 가장자리에서 석재가 노출됨에 따라 석재의 성격 규명을 위해 시굴조사를 거쳐 일부 구역에 대해 정밀 발굴조사를 실시하게 되었다. 발굴조사에서 4호분의 봉분 외부를 구성하고 있는 호석, 호석 외면의 잔자갈시설(외도), 호석을 지탱하고 있는 받침석 등이 확인되었다. 또 무덤을 조성하기 위해 묘역을 정비한 정지층도 확인할 수 있었다.
이들 고분이 분포한 지형은 선도산에서 서남으로 뻗은 능선상에 있고, 뒷산과 동서의 계곡 건너에 있는 능선 등을 종합해 볼 때, 풍수지리사상의 영향하에 만들어졌음을 알 수 있다.
무덤의 주인에 대해 첫 번째 무덤은 경주 법흥왕릉, 두 번째 무덤은 경주 진흥왕릉, 세 번째 무덤은 경주 진지왕릉, 네 번째 무덤은 문흥대왕릉 등으로 추정하기도 한다.

## 학자별 묘주 비정
| 구분  | 강인구 (1987) | 이근직 (2012) | 김용성.강재현 (2012) | 윤상덕 (2014) | 최민희 (2017) | 주보돈 (2020) | 황종현 (2020) | 차순철 (2021) | 최병현 (2023) | 이창국 (2023) | 심현철 (2024) |
| ----- | ------------- | ------------- | -------------------- | ------------- | ------------- | ------------- | ------------- | ------------- | ------------- | ------------- | ------------- |
| 1호분 | 법흥왕        | 진지왕        | 진지왕               |               | 법흥왕        | 법흥왕        | 지증왕        | 진흥왕        | 법흥왕        | 문흥왕        |               |
| 2호분 | 진흥왕        | 진흥왕        | 진흥왕               | 진지왕        | 진흥왕        | 문흥왕        | 법흥왕        | 동륜태자      | 진흥왕        | 진지왕        |               |
| 3호분 | 진지왕        | 법흥왕비      | 진흥왕비             | 진흥왕        | 사도부인      | 진지왕        | 진흥왕        | 진지왕        | 진지왕        | 진흥왕        |               |
| 4호분 | 문흥왕        | 법흥왕        | 법흥왕               | 법흥왕        | 진지왕        | 진흥왕        | 진지왕        | 법흥왕        | 문흥왕        | 법흥왕        | 법흥왕        |

1호분-4호분 순서를 무시하면 다수 학자들이 (법흥왕, 진흥왕, 진지왕, 문흥왕)으로 비정한다.

## 사진

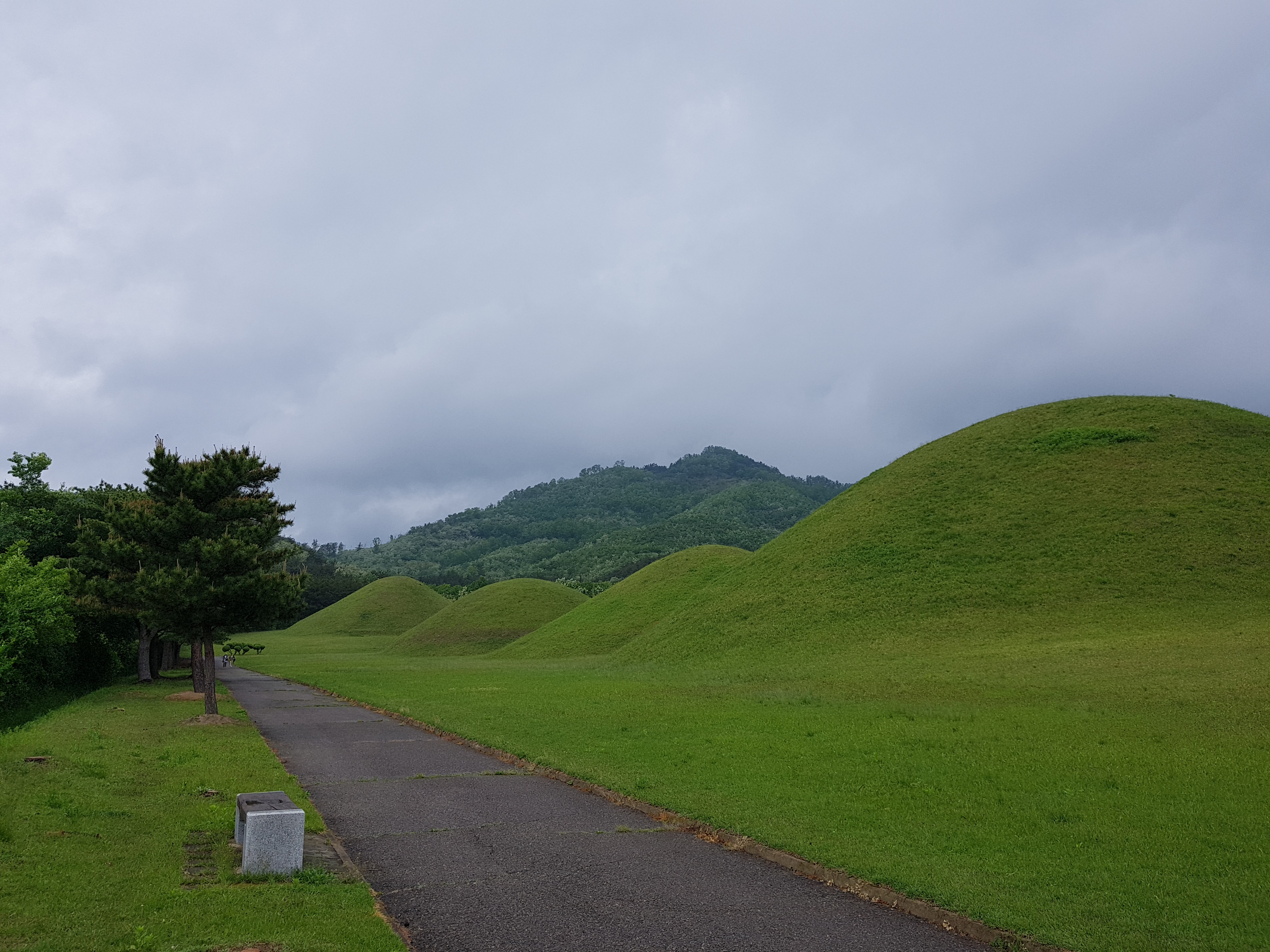

## 같이 보기
- 무열왕릉 (사적 제20호)

## 참고 문헌
- 경주 서악동 고분군 - 국가유산청 국가유산포털

1. ↑  2단의 호석 구조는 황오동 44호분, 황오동 16호분, 금령총 등 적석목곽묘에서 확인되고 있다. 다만 적석목곽분에서는 천석을 사용하였는데, 서악동 4호분에서는 장방형의 할석을 주로 사용하여 바른층 쌓기를 한 구간도 있다는 점이 다른 부분이다.
2. ↑  잔자갈시설은 황오동 44호분, 서봉총 등 적석목곽묘에서 확인되었으며, 석실로 추정되는 무열왕릉에서도 확인되었다.
3. ↑  받침석은 현재까지 적석목곽묘에서는 설치된 예가 없었다. 무열왕릉에서 호석의 받침석이 확인되었는데, 서악동 4호분을 중고기의 왕릉으로 볼 때 가장 이른 시기에 설치된 받침석으로 볼 수 있다.
4. ↑  최순조, 《경주 서악동 고분군 4호분의 발굴조사 성과와 의의》, 신라사학보 63, 2025.